# Margarita Durán Suárez
Margarita Durán Suárez (Madrid, 17 de septiembre de 1932-22 de enero de 2015) fue una enfermera, cuidadora y activista por los derechos humanos española. 

## Biografía
Nació en Madrid en 1932. Quiso estudiar Medicina pero su familia se opuso. Se matriculó en Enfermería casi a la vez que se ennoviaba con Luis Ruiz de Gopegui. Se casaron en 1958. Tuvieron tres hijas, la tercera de ellas es Belén Gopegui.
Su activismo fue múltiple y multiforme. Visitó patronatos, fiscales, embajadores, hizo tarea de lobby, pero también, acunó cuerpos extraños como el de su hija Miriam, de brazos largos y finos, con articulaciones blandas.

### Derechos de las personas con parálisis cerebral
La primera hija de ambos murió apenas un mes después de nacer, tenía espina bífida. Al año siguiente nació su hija Miriam con una importante lesión cerebral debido a una negligencia médica. Combatió y luchó por la vida de su hija con amor y cuidados diarios durante los más de veintiséis años que Miriam vivió (vivió 20 más de los que habían pronosticado los médicos).Los viernes iba al barrio del Pozo del Tío Raimundo para a cuidar a niñas y niños con lesiones cerebrales parecidas a la que padecía su hija. Y denunció la impunidad de médicos irresponsables y la falta de ayuda absoluta que entonces existía para las familias con personas dependientes.
Durante la redacción de la ley de integración social de los minusválidos, de abril de 19982, la llamada LISMI, desplegó su activismo para que se incluyera a las personas más vulnerables, las que padecen lesiones cerebrales graves, y no pueden ponerse en pie, hablar ni participar en la vida social. Recordó, que casi no había centros públicos pero sí, en cambio, unos cuantos negocios privados.

### Activismo social
Se implicó junto al padre Llanos en la mejora de las condiciones sociales de su barrio y empezó a ir a Pozo del Tío Raimundo a colaborar con la Fundación que aquél creó, logrando que la declararan de Interés Público y Social. Luchó por conseguir desde bancos para poder sentarse, hasta la construcción de un nuevo centro 1.º de Mayo o la rehabilitación de un viejo centro para convertirlo en Escuela de Hostelería del Sur. También contribuyó al nacimiento del Espacio Mujer Madrid (EMMA), un espacio destinado a la atención integral de mujeres del Distrito de Vallecas.

### Amnistía Internacional
Durante la dictadura franquista, fue corresponsal en la sección británica de Amnistía Internacional (AI), cuando la organización aún era ilegal en España. Se implicó a fondo en los atropellos de los Derechos Humanos en la dictadura argentina, mediante grupos de adopción (personas en todo el mundo, que asumen un número de casos de presos de conciencia e inundan al gobierno infractor con cartas y campañas de protesta para su liberación).
En 1986 Miriam murió y tras un largo y doloroso duelo Margarita se implicó aún más en su trabajo voluntario para Amnistía. Fue coordinadora del grupo de Argentina de AI y se puso en contacto con las Madres y las Abuelas de la Plaza de Mayo. Realizó distintos viajes a Argentina trayendo a España numerosos documentos sobre personas desaparecidas para que en España se les pudiera hacer la justicia que se les negaba en su país.
Organizó reuniones con las organizaciones que ratificaron y ampliaron la denuncia por las personas desaparecidas españolas en Argentina: la Asociación de Fiscales Progresistas, Izquierda Unida, la Asociación Argentina pro-derechos humanos Madrid y la Asociación Libre de la Abogacía.Amnistía Internacional, hasta entonces, no había participado en procesos jurídicos.Gracias a la información que enviaba por telefax al Gobierno español, proporcionando información de utilidad, Amnistía participó en el proceso contra Augusto Pinochet y Videla.Años después, en 1998, el secretario general de AI, el senegalés Pierre Dané contó en una cena una confesión que le había hecho el juez (Baltasar Garzón) encargado de los procesos a Jorge Rafael Videla y Augusto Pinochet. Dijo que si no había abandonado era porque cada semana recibía más y más faxes con nueva documentación, enviada siempre por la misma mujer, que insistía en la importancia de seguir. La mujer, era Marga.

## Reconocimientos
2019 Candidata a tener una calle en Vallecas, por su labor social en el barrio.

## Vida personal
Fue una abuela incansable, divertida y vital durante quince años. Luego su cerebro empezó a desmigajarse. Falleció el 22 de enero de 2015,tras haber firmado un testamento vital en el que pedía que su vida no se prolongara artificialmente.